# Beren Saat
Beren Saat —pron. / beˈɾen saˈat /— (Ankara, 26 de febrer de 1984) és una actriu turca de cinema i televisió. L'any 2013 va ser una de les actrius millor pagades a Turquia.
La seva carrera professional en l'actuació es va iniciar després de la seva participació en Türkiye'nin Yıldızları, un reality de talents de 2004, on va atreure l'atenció de la famosa directora, guionista i productora Tomris Giritlioğlu.
El seu primer paper el va exercir a Aşkımızda Ölüm Var (2004). El seu primer paper protagonista va ser en la sèrie Aşca Sürgün (2005-06) de Tomris Giritlioğdl. Així mateix ha protagonitzat sèries com Hatırla Sevgili (2006-08), Aşk-ı Memnu (2008-10), Fatmagül'ün Suçu Ne? (2010-12) i İntikam (2013-14) que van cimentar la seva reputació en interpretar els papers principals en esmentades sèries. Aşk-ı Memnu es va exposar a diverses crítiques, però va aconseguir ser el centre d'atenció trencant rècords d'audiència a Turquia i sent venuda a diversos països. De la mateixa manera, Fatmagül'ün Suçu Ne? va estar exposada a diverses crítiques, però va ser elogiada i premiada per ressaltar els drets de la dona gràcies a la quantitat de seguidors. Saat, ha format part de diferents projectes televisius com així també cinematogràfics. En 2009, Güz Sancısı va ser la seva primera pel·lícula de cinema. Altres films, han estat Gecenin Kanatları (2009), Gergedan Mevsimi (2012) i Benim Dünyam (2013).
A més de personificar papers protagonistes en diferents produccions, Beren ha treballat com a actriu de veu en diverses pel·lícules. Va ser nomenada com l'«Actriu de l'Any» en la llista de «2010 Damgasını Vuranlar», publicada pel diari Radikal. Al present, ha guanyat nombrosos premis, entre ells dos «Altın Kelebek Ödülü». En 2014, es va casar amb el cantant Kenan Doğulu.